# NK Aluminij
El NK Aluminij es un equipo de fútbol de Eslovenia que juega en la Prva SNL, la primera división de fútbol en el país.

## Historia
Fue fundado en el año 1946 en la ciudad de Kidricevo y logró ganar el título de liga en el año 1965 cuando el territorio formaba parte de la República Federal Socialista de Yugoslavia, y en ese mismo año ganó el título de copa.
Tras la disolución de Yugoslavia a causa de la Guerra de Yugoslavia, Eslovenia se convirtió en un país independiente, y el Aluminij fue uno de los equipos fundadores de la Tercera Liga de Eslovenia, donde permaneció hasta la temporada 1996/97 luego de ascender a la Segunda Liga de Eslovenia.
Pasaron 15 temporadas en la segunda categoría para poder jugar por primera vez en la Prva SNL, donde descendieron en su primera temporada al terminar en décimo lugar. Tres años después retornarían a la máxima categoría, en donde se han mantenido desde entonces.

## Palmarés

### Yugoslavia
- Slovenian Republic League (1): 1965–66

### EsloveniaEslovenia
- Slovenian Second League (2): 2010–11, 2011–12
- Slovenian Third League (1): 1996–97
- Copa MNZ Ptuj (11): 1991–92, 1993,[2] 1994–95,[3] 1999–2000,[4] 2000–01,[5] 2001–02,[6] 2002–03,[7] 2004–05,[8] 2008–09,[9] 2009–10,[10] 2013–14[11]